# Creoleon confalonierii
Creoleon confalonierii is een insect uit de familie van de mierenleeuwen (Myrmeleontidae), die tot de orde netvleugeligen (Neuroptera) behoort. 
Creoleon confalonierii is voor het eerst wetenschappelijk beschreven door Navás in 1932.